# Stilul hermeneutic

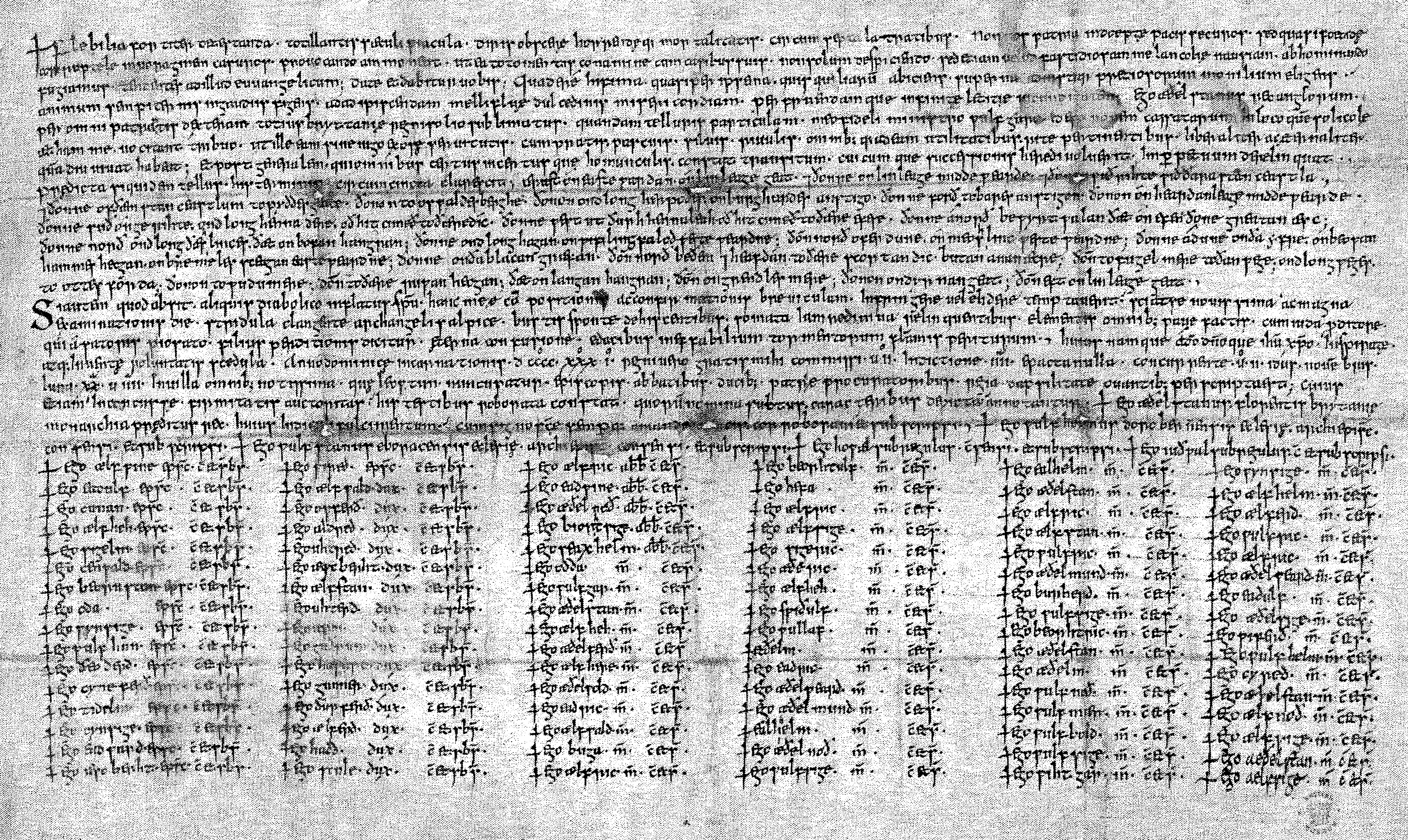
Carta originală S 416, scrisă de " Æthelstan A " în stil hermeneutic în 931

Stilul hermeneutic este un stil de latină în perioadele romane ulterioare și medievale timpurii, caracterizat prin utilizarea extensivă a cuvintelor neobișnuite și ezoterice, în special derivate din greacă . Stilul se găsește mai întâi în opera lui Apuleius din secolul al II-lea, iar apoi la mai mulți scriitori romani târzii. În perioada medievală timpurie, unii savanți de seamă continentali i-au fost exponenți, printre care Johannes Scotus Eriugena și Odo din Cluny .
În Anglia, episcopul din secolul al VII-lea Aldhelm a fost cel mai influent scriitor hermeneutic; Erudiția latină a decăzut în secolul al IX-lea, iar când a reînviat în secolul al X-lea, stilul hermeneutic a devenit din ce în ce mai influent. Spre deosebire de Europa continentală, unde a fost folosit doar de o minoritate de scriitori, în Anglia secolului al X-lea a devenit aproape universal. A fost stilul de casă al reformei benedictine engleze, cea mai importantă mișcare intelectuală din Anglia anglo-saxonă de mai târziu. Stilul a iesit din circulatie după Cucerirea Normandă, iar cronicarul din secolul al XII-lea William de Malmesbury l-a descris ca fiind dezgustător și bombastic. Istoricii au fost la fel de disprețuitori până la sfârșitul secolului al XX-lea, când savanți precum Michael Lapidge au susținut că ar trebui luat în serios ca un aspect important al culturii anglo-saxone târzii.
În 1953, Alistair Campbell a susținut că există două stiluri principale de latină în Anglia anglo-saxonă. Unul, pe care l-a numit clasic, a fost exemplificat de scrierile lui Beda (c. 672–735), în timp ce episcopul englez Aldhelm (c. 639–709) a fost cel mai influent autor al celeilalte școli, care a folosit pe scară largă cuvinte rare., inclusiv cele grecești derivate din glosare „hermeneutice”. Andy Orchard pune în contrast „stilul de proză limpede și directă al lui Bede, cu vocabularul și sintaxa sa în esență biblică” cu „stilul foarte elaborat și ornamentat al lui Aldhelm, cu un vocabular și sintaxă derivate în cele din urmă din versurile latinești”. Aldhelm a fost cel mai învățat om din primele patru secole ale creștinismului anglo-saxon, cu o cunoaștere profundă a poeziei latine (spre deosebire de Beda). Stilul său a fost foarte influent în cele două secole după moartea sa și a fost dominant în Anglia anglo-saxonă de mai târziu. [3] Împrumutul din greacă nu a fost limitat la scriitorii hermeneutici de latină. Într-un studiu din 2005, JN Adams, Michael Lapidge și Tobias Reinhardt observă că „exhumarea cuvintelor grecești (prost înțelese) din glosare greco-latine în scopuri de ornamentare stilistică a fost larg răspândită în tot Evul Mediu”. 
În prefața la ediția sa din 1962 a Chroniconului lui Æthelweard, Campbell s-a referit la „tradiția hermeneutică”.  În 1975, Michael Lapidge a dezvoltat distincția lui Campbell într-un eseu despre „stilul hermeneutic”. El a afirmat că termenul implică faptul că vocabularul se bazează în principal pe Hermeneumata, un nume pentru anumite glosare greco-latine. El nu a considerat termenul pe deplin satisfăcător și a sugerat că „glosematică” ar fi o alternativă, dar a adoptat „hermeneutic” deoarece fusese folosit de alți savanți.   Jane Stevenson își exprimă de asemenea nemulțumirea față de termen, iar în opinia lui Rebecca Stephenson: „Cuvântul „hermeneutic” în sine este înșelător, deoarece acest stil nu are nimic de-a face cu domeniul modern al hermeneuticii, nici nu prezintă cuvinte extrase din Hermeneumata, un set de glosare grecești și latine, din care se credea că derivă odată vocabularul său exotic.” Cu toate acestea, ambii savanți acceptă fără tragere de inimă termenul. [6] Stilul a fost numit anterior „ Hisperic ”,  dar oamenii de știință resping acum acest termen, sugerând în mod greșit că este irlandez și cred că „Hisperic” ar trebui limitat la limbajul foarte obscur Hisperica Famina . [8]

## Dezvoltare timpurie

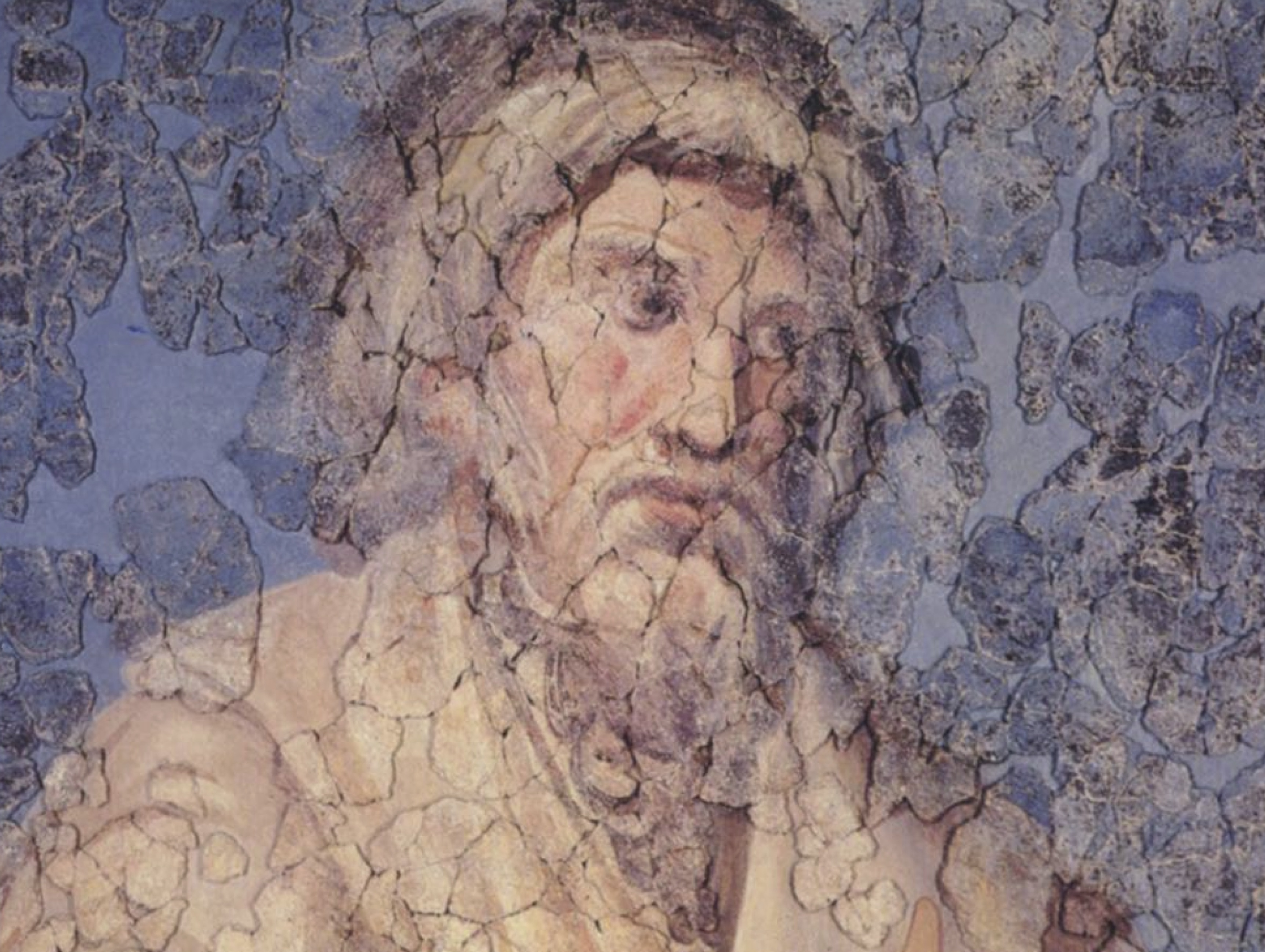
Reprezentarea lui Apuleius, primul scriitor despre care se știe că a folosit stilul hermeneutic

Stilul hermeneutic a fost probabil văzut pentru prima dată în Metamorfozele lui Apuleius în secolul al II-lea și se găsește și în lucrări ale scriitorilor latini târzii, cum ar fi Ammianus Marcellinus și Martianus Capella. În Marea Britanie și Irlanda, stilul se regăsește la autori aflați în pragul perioadei medievale, printre care călugărul britanic Gildas, misionarul irlandez Columbanus și episcopul anglo-saxon Aldhelm, și lucrări precum Hisperica Famina. Anglo-saxonii au fost primii oameni din Europa care au trebuit să învețe latina ca limbă străină când s-au convertit la creștinism, iar în opinia lui Lapidge: „Este remarcabil în sine faptul că au atins măiestrie stilistică într-un mediu străin lor”.
Influentul filozof irlandez din secolul al IX-lea Johannes Scotus Eriugena avea cunoștințe temeinice de greacă, iar prin traducerile sale și utilizarea unor cuvinte grecești neobișnuite în poezie au contribuit la ridicarea prestigiului stilului hermeneutic. Stilul a devenit la modă la Laon, unde colegul lui Johannes și coleg irlandez, Martianus Hiberniensis, a ținut prelegeri. Hincmar din Reims l-a mustrat pe nepotul său, Hincmar din Laon :
Dar când sunt suficiente cuvinte latine pe care le-ai fi putut pune în acele locuri în care ai pus grecisme și cuvinte abstruse și chiar cuvinte irlandeze și alte barbari (''Græca et obstrusa et interdum Scottica et alia barbara'') — așa cum ai considerat de cuviință — care sunt ticăloși și corupti, s-ar părea că ați introdus acele cuvinte, din păcate, nu din smerenie, ci pentru ostentația acelor cuvinte grecești pe care ați vrut să le folosiți — pe care voi înșivă nu le înțelegeți — pentru ca toți cei care le citesc poate recunoaște că ai vrut să vomiți cuvinte pe care nu le-ați sufocat.

## Europa continentala
Stilul se regăsește în mai multe centre de pe continent în secolul al X-lea. În Italia, principalii susținători au fost Liutprand de Cremona, Eugenius Vulgarius și Atto de Vercelli . În Germania, lucrările care îl prezintă includ Gesta Apollonnii anonimă și scrisorile lui Froumond din Tegernsee . Printre lucrările franceze care prezintă stilul hermeneutic se numără Gesta Normanniae Ducum a lui Dudo of Saint-Quentin și Libellus Sacerdotalis de Lios Monocus. 
Alți doi autori francezi au fost deosebit de influenți în Anglia. Primele două cărți ale lui Abbo de Saint-Germain, Bella Parisiacae Vrbis, descriu asediul Parisului de către normanzi din 888 până în 895; au primit foarte puțină circulație. Cu toate acestea, pentru a face din lucrare o trinitate (lucrare în trei volume), el a adăugat o carte descrisă de Lapidge drept „o serie de îndemnuri la viața monahală. … scris într-o latină încurcată și adesea insondabilă al cărei vocabular este aproape în întregime bazat pe glosar”. Acesta a devenit un manual foarte popular, mai ales în Anglia. Celălalt autor francez influent a fost Odo din Cluny, care a fost probabil un mentor al lui Oda, Arhiepiscop de Canterbury (941–958), o forță motrice din spatele reformei benedictine engleze și un susținător al stilului hermeneutic. Lapidge sugerează că stilul din nordul Franței a fost asociat în mod special cu centrele reformei cluniacene (benedictine), iar figurile principale ale reformei engleze, Oda, Dunstan, Æthelwold și Oswald, erau toți practicanți ai stilului hermeneutic și aveau legături puternice cu Centre benedictine continentale. Lapidge argumentează:
S-ar putea presupune că stilul hermeneutic a fost cultivat energic în Anglia, în încercarea de a arăta că învățarea engleză a fost la fel de profundă și scrierea engleză la fel de sofisticată ca orice produs pe continent. Impulsul pentru cultivarea stilului în Anglia secolului al X-lea a fost, prin urmare, probabil de origine continentală. 
Un susținător târziu al stilului a fost germanul Thiofrid de Echternach, stareț de Echternach între 1083 și 1110, care a fost puternic influențat de Aldhelm. 

## Anglia
Pe continent, unii scriitori au fost exponenți ai stilului hermeneutic; în Anglia la sfârșitul secolului al X-lea aproape toți erau. Studiul textelor dificile a fost o parte tradițională a educației latine în Anglia încă din zilele lui Aldhelm, iar el a influențat profund scriitorii de mai târziu. În Anglia secolului al X-lea, Aldhelm și Abbo au fost studiati intens, în timp ce lucrările hermeneutice nu formau o parte importantă a curriculum-ului continental. Aldhelm este descris de David Dumville ca „părintele atât al latinității engleze, cât și al stilului hermeneutic al literelor anglo-latine”. De Virginitate ( Despre virginitate ) a fost deosebit de influent, iar în anii 980 un savant englez a cerut permisiunea de la Arhiepiscopul Æthelgar să meargă la Winchester pentru a-l studia, plângându-se că a murit de foame de hrană intelectuală. [19] Un pasaj din De Virginitate spune:
Așadar, împotriva înfricoșătoarei fiare a mândriei și împotriva acestor șapte brute ale viciilor otrăvitoare, care se străduiesc cu cruzime să sfâșie cu dinții lor turbați și colții virulenți pe toți cei neînarmați, prădați de cuirasa fecioriei și dezbrăcați de scutul castității, fecioarele lui Hristos și tinerii campioni ai bisericii trebuie să lupte cu mușchi și forță. Împotriva, parcă, legiunile feroce ale barbarilor, care în trupele lor nu încetează să bată țestoasa ostașilor lui Hristos cu artileria fraudei viclene, lupta trebuie să continue bărbătească, luptată cu săgețile armelor spirituale și sulițele cu vârf de fier ale virtuților. Să nu oferim, ca soldații timizi, care se tem cu efeminație de șocul războiului și de chemarea trompetistului, să oferim inert inamicului răpitor mai degrabă spatele umerilor, decât șefii scuturilor noastre! 

Anglo-latina a suferit un declin sever în secolul al IX-lea, parțial din cauza invaziilor vikingilor, dar a început să revină în anii 890 sub Alfred cel Mare, care îl venera pe Aldhelm. Viața regelui Alfred a lui Asser are o aromă hermeneutică. Alfred a fost ajutat de savanți pe care i-a adus din Europa continentală. Unul dintre ei a fost un german, Ioan cel Bătrân Saxon, iar în viziunea lui Lapidge o poezie pe care a scris-o lăudând viitorul rege Æthelstan, și punând cuvinte de cuvinte cu semnificația engleză veche a lui Æthelstan ca „piatră nobilă”, marchează un semn timpuriu al unei renașteri a stil hermeneutic:
You, prince, are called by the name "sovereign stone",

Look happily on this prophecy for your age:

You shall be the "noble rock" of Samuel the Seer,

[Standing] with mighty strength against devilish demons.

Often an abundant cornfield foretells a great harvest; in

Peaceful days your stony mass is to be softened.

You are more abundantly endowed with the holy eminence of learning.

I pray you may seek, and the Glorious One may grant, the [fulfilment implied in your] noble name.
Reînvierea stilului hermeneutic a fost asistată de savanți străini la curtea regelui Ethelstan la sfârșitul anilor 920 și 930, unii dintre ei, cum ar fi Israel Gramaticianul, practicanți ai latinei hermeneutice. Stilul a fost văzut pentru prima dată în Anglia secolului al X-lea în chartele redactate între 928 și 935 de un scrib anonim al regelui Æthelstan numit de savanți „ Æthelstan A ”, care a fost puternic influențat de Aldhelm și de lucrările hiberno-latine care ar putea avea a fost adus în Anglia de Israel. [25] Potrivit lui Scott Thompson Smith, cartele lui „Æthelstan A”: „sunt în general caracterizate printr-un stil pleonastic bogat, cu proem și anateme literar agresiv, limbaj și imagini ostentative, figuri retorice decorative, clauze de întâlnire elaborate și liste extinse de martori. ." Cartele sunt văzute pentru prima dată la scurt timp după ce Æthelstan a devenit primul rege al întregii Anglie prin cucerirea Northumbriei conduse de vikingi în 927, iar în opinia lui Mechthild Gretsch, hărțile sunt rezultatul „afecțiunii unui stil asociat. cu un trecut intelectual glorios pentru a impulsiona ceea ce a fost conceput ca o glorioasă realizare militară și politică”.

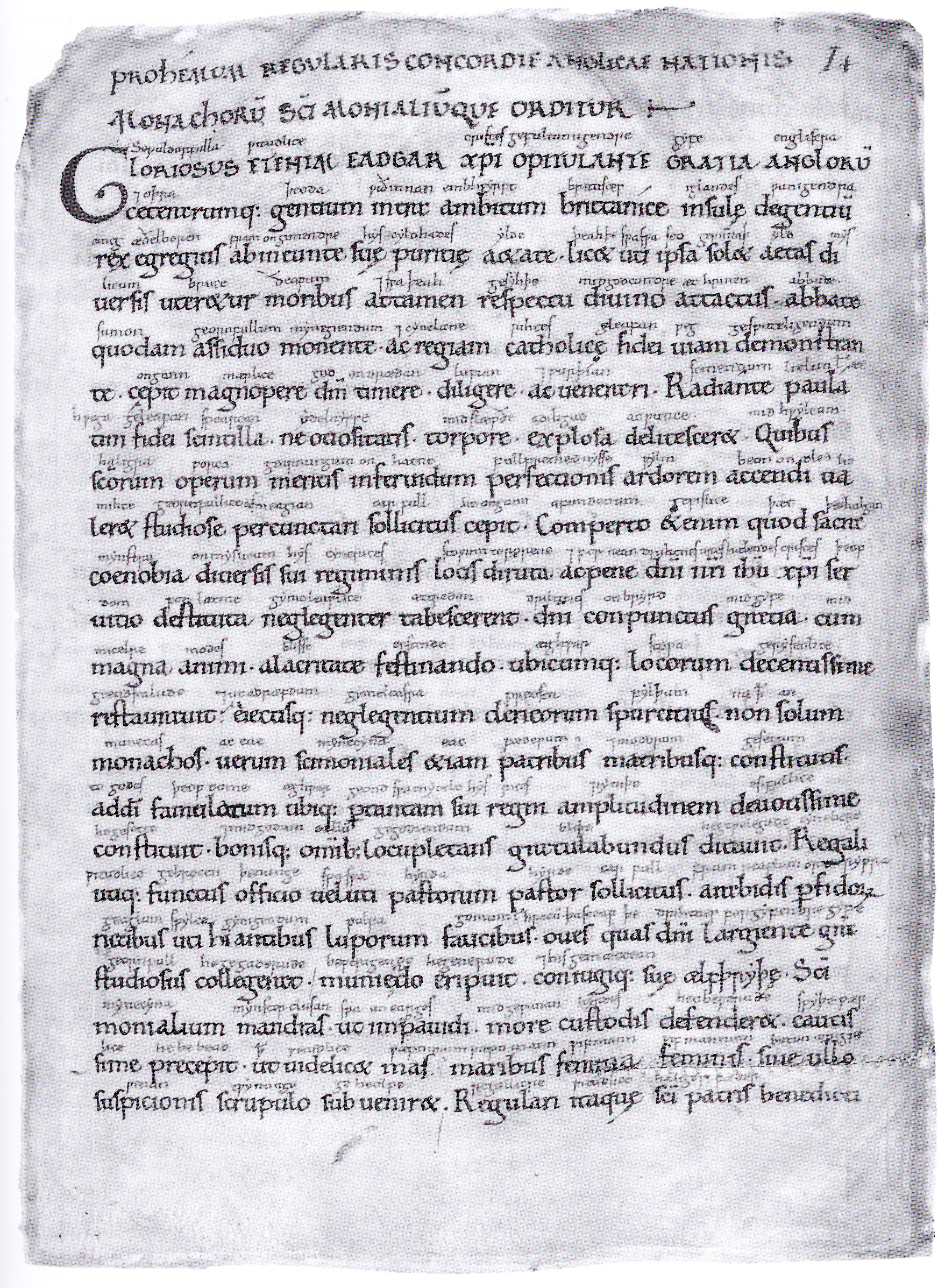
Începutul Regularis Concordia, redactat de Æthelwold în stil hermeneutic

David Woodman oferă o traducere a începutului unei carte elaborată de „Æthelstan A”, S 416 emisă la 12 noiembrie 931:
Păcatele lamentabile și detestabile ale acestei epoci clătinitoare, înconjurate de lătraturile îngrozitoare ale morții obscene și înfricoșătoare, ne provoacă și ne îndeamnă, nu lipsiți de griji într-o patrie în care s-a atins pacea, ci, parcă, clătinând peste un abis de corupție fetidă., ca să fugim de acele lucruri nu numai disprețuindu-le împreună cu nenorocirile lor cu tot efortul minții noastre, ci și urându-le la fel ca greața obositoare a melancoliei, străduindu-ne spre acel text evanghelic: „Dă și i se va da. tu". 
Doar o scurtă lucrare hermeneutică a Arhiepiscopului de Canterbury de la mijlocul secolului, Oda, a supraviețuit, dar influența sa poate fi văzută în Breuiloquium Vitae Wilfredi , protejatul său, Frithegod of Canterbury, descris de Lapidge drept „cel mai dificil text anglo-latin”. care „poate fi descris în mod îndoielnic drept „capodopera” stilului hermeneutic anglo-latin”. Lapidge afirmă că „stilul hermeneutic a fost practicat cu fler și entuziasm considerabil la Canterbury ”.  Alte centre ale stilului au fost, de asemenea, strâns asociate cu liderii reformei benedictine: Ramsey Abbey, fondată de Oswald, Episcop de Worcester, Glastonbury Abbey, unde viitorul Arhiepiscop de Canterbury, Dunstan, a fost stareț în anii 940 și Winchester, unde Æthelwold era episcop. Există diferite accentuări în diferitele centre: o predilecție pentru neologisme la Canterbury și pentru grecisme la Winchester, în timp ce principalul savant din Ramsey, Byrhtferth, a favorizat adverbe polisilabice neobișnuite.  Cel mai important document al reformei benedictine, Regularis Concordia, redactat de Æthelwold, a fost scris în stil hermeneutic puternic influențat de Aldhelm. [31] Discutând despre ideologia mișcării de reformă, Caroline Brett comentează: „Folosirea latinei hermeneutice cu neologismele ei în mod deliberat obscure și împrumuturile verbale trebuie să fi trimis semnale puternice ale unei caste ierocratice învățate, gardieni ai cunoștințelor arcane, dar puternice”. 

Lapidge oferă o traducere a unei poezii de Dunstan:
Hristoase, acordă.

 O, Părinte atotputernic, să te demnești să aduci recompense donatorului – (tu) care deasupra adâncurilor și tărâmurilor cerului, precum și pământului și, în același timp, adâncurile mării – în toată această lume stăpânești pe îngerul cetățeni cu un merit atât de generos; și să dai să crească în mine sămânța muncii sfinte prin care pot întotdeauna să pot cânta numele tău potrivit.
O, tu, Fiule, care, ascuns în pântecele mamei tale, aduni popoare prin fapta Tatălui tău – căci poate pot să alcătuiesc o narațiune sfântă, pentru că ești văzut că ești Dumnezeu, pentru că, slavă, stelele strălucitoare arată ( tu) către lume; și vă rog, după încheierea vieții mele, să-mi acordați de la tronul cerului să iau un dar mărunt din cauza cinstei (pe care am) dobândit-o.
Te implor, Duh Sfânt al Tatălui și al Fiului: căci, atunci când gloata sfântă își va relua cântările, să mă pot înălța cu glas smerit atunci când părăsesc mormântul, purtând apoi sfintele rugăciuni ale sfinților care deja au disprețuit această lume prezentă de praf cu revărsările lor învățate și, fără teamă, să pot revărsa cântecul meu glorios către triun (Dumnezeu).
Fecioară, pe care mesagerul o salută cu vorbire îngerească, te-ai născut fără pată: te rog să-l implor – care, născut din concepția sămânță cerească deține tainica poruncă ca divinitate triunală – să-mi ierte păcatele, ca să se îngrădească. să acorde bucurii de lungă durată prin propria lui veșnicie și să mă privească cu vederea sfintei sale vederi.
Acordați, vă implor, părinți profeți, voi patriarhi, profeți de distincție îngerească, voi, conducătorii binecuvântați, mărturisiți cu Domnul sfânta sa guvernare – Avraam, Ilie, Enoh tovarășul său, împreună cu toți ceilalți – că împăratul se demnează repede să-mi aducă cu pricepere ajutorul în cele trei sunete ale lui „O”, ca să nu poată rosti cuvântul „puppup” cel înșelător, care domnește în fața celor nouă ordine căzute. 
Acum îi implor pe străvechii părinți împreună cu Petru conducătorul lor, pentru nenorocitul și îngrijorarea mea: vărsați rugăciunile și ajutorul voastre, pentru ca mai apoi să mă ierte paznicul trinal al fiecărui sfânt nou până voi birui pe dușmanul hidos al acestei lumi.

 Hristoase, acordă. 
La sfârșitul secolului al X-lea, latina avea un prestigiu mai mare decât anglo-saxona, iar latina hermeneutică avea un prestigiu mai mare decât latina simplă. Acest lucru i-a prezentat lui Byrhtferth o problemă în Enchiridionul său, un text școlar menit să învețe regulile complicate pentru calcularea datei Paștelui, deoarece latina hermeneutică nu este potrivită pentru instruirea pedagogică. Soluția sa a fost să includă pasaje în latină hermeneutică care condamnau clerul secular ignorant și leneș, despre care spunea că refuză să învețe latina, justificând astfel folosirea anglo-saxonilor pentru a oferi explicații clare în beneficiul lor.  Într-un pasaj în latină, el a scris:
Unii clerici ignoranți resping calculele de acest fel (de rușine!) și nu vor să-și păstreze filacterii, adică nu păstrează rânduiala, pe care au primit-o în sânul bisericii mame, și nici nu stăruiesc în sfânta. predarea meditatiei. Ei ar trebui să ia în considerare cu atenție calea fariseilor și a saducheilor și să-și scuipe doctrina ca murdăria. Un cleric ar trebui să fie păzitorul propriului suflet, la fel cum un nobil supune jugului un mânz tânăr, tot așa trebuie să-și supună sufletul slujirii, umplând cutia de alabastru cu ulei prețios, adică trebuie să fie supus în interior în fiecare zi, ascultând de legile divine și de îndemnurile Mântuitorului. 
Byrhtferth a urmărit un stil înalt, dar a fost adesea vinovat de solecisme cauzate de depășirea abilității sale în latină. 

Aproape toți susținătorii stilului au fost clerical, dar există o excepție notabilă. Ealdorman Æthelweard a fost un descendent al regelui Æthelred I, bunicul unui arhiepiscop de Canterbury și patronul lui Ælfric de Eynsham, singurul scriitor englez major al perioadei care a respins stilul. Chroniconul lui Æthelweard a fost o traducere în latină hermeneutică a unei versiuni pierdute a Cronicii anglo-saxone . [38] Stilul său este considerat de istorici ca fiind excentric și uneori de neinteligibil. În viziunea Angelikei Lutz, proza sa a fost influențată de poezia eroică anglo-saxonă, precum și de sursele latine și grecești: „Că a fost văzut mai târziu ca un eșec poate fi atribuit atât stăpânirii sale limitate a gramaticii latine, cât și pretențiilor sale stilistice extreme. " 
În urmă cu treizeci de ani, când am încercat pentru prima dată să descriu trăsăturile caracteristice ale literaturii anglo-latine din secolul al X-lea, am fost destul de naiv uimit de expunerea de vocabular pe care o întâlnești acolo. Deoarece o mare parte din vocabular părea să derivă fie din Aldhelm, fie din glosare de tipul „hermeneumata”, am urmat tradiția savantă și am descris stilul drept „hermeneutic”, presupunând că principalul impuls din spatele afișării verbale a fost acela de a orbi. cititorul cu vocabular arcan exhumat din glosare greco-latine și din autori precum Aldhelm. Bănuiesc acum că percepția are nevoie de modificare: că scopul principal al autorilor nu a fost ofuscarea, ci a fost încercarea lor (poate greșită) de a ajunge în proza lor un registru stilistic înalt. 

## Declin
După cucerirea normandă, autorii au respins stilul hermeneutic. Cronicarul din secolul al XII-lea William de Malmesbury și-a exprimat dezgustul față de limbajul pe care îl considera bombastic.  În viziunea lui Frank Stenton, viața hermeneutică a lui Byrhtferth a lui Oswald dă o impresie slabă asupra calității bursei engleze. El a descris-o ca fiind „o lucrare dezordonată, scrisă într-o proză flamboioasă, împânzită cu cuvinte ciudate, care trebuia explicată prin glose introduse între rânduri”. 
Lapidge descrie repudierea stilului hermeneutic de către savanții moderni ca fiind dezamăgitoare. „În mod invariabil, este acuzat ca fiind „negret” sau „barbar”, iar practicanții săi sunt respinși cu dispreț ca fiind semenii lui Dogberry .” În opinia sa: „oricât de neplacut ar fi acest stil pentru gustul modern, a fost totuși un aspect vital și omniprezent al culturii anglo-saxone târzii și merită o atenție mai atentă și mai plină de simpatie decât a primit-o anterior”. 